# Jiří Šmatlán
Jiří Šmatlán je jedním z východočeských románů Terézy Novákové, konkrétně druhým v pořadí dle data vydání. Román poprvé knižně vyšel roku 1906. Časopisecky však vycházel v Čechových Květech již od roku 1900.

## Charakteristika díla
Román je psán er-formou. Hlavní postavou je tkadlec Jiří Šmatlán, po němž je také kniha pojmenována. Kompozice je chronologická – stáváme se svědky téměř celého Šmatlánova života od dospívání až po smrt. Získáváme tím ucelený přehled o důležitých událostech Šmatlánova života, ačkoliv román nepatří mezi zvlášť rozsáhlá díla. Jedná se tedy o román biografický, inspirovaný skutečnou postavou tkalce Šmatlána z Borové. V pásmu vypravěče využívá autorka spisovného jazyka, naproti tomu v pásmu postav autorka užívá striktně místního nářečí, často i ve foneticky přepsané formě. U některých nářečních výrazů je pak pod čarou uvedena vysvětlivka, která čtenáři odkrývá jejich význam.

## Časoprostor díla
Dějištěm románu se stává prostředí východních Čech, především tedy okolí Litomyšle, Poličky a Skutče, které si během svého života zamilovala a věnovala se pečlivému zkoumání tamějších obyvatel a jejich zvyků a tradic. Při svých cestách se v Borové u Poličky dostala k námětu tohoto románu, v době svého pobytu v obci zastihla pravého Šmatlána ještě žijícího. První část, týkající se Šmatlánova dětství, se odehrává ve Střemošicích u Luže, jež jsou nazvány svým skutečným jménem. Podstatná většina díla se odehrává v Javorově a jeho okolí, kterým je však ve skutečnosti myšlena právě Borová. Časově se román odehrává od 30. do 90. let 19. století.

## Děj díla
Děj románu začíná v období Šmatlánova dětství. Narodil se do rodiny chudého chalupníka a horlivého katolíka. Po smrti matky Šmatlánové byli nuceni prodat chalupu a mladý Šmatlán tak s otcem odešel pracovat do podruží na statek otcovy sestřenice v Javorově. V Javorově navštívil helvétský kostel, aby se s helvéty poté mohl hádat, že jeho katolická víra je lepší, avšak kázání místního faráře ho uchvátilo. Protože mladý Jiří toužil po vědomostech, začal si od faráře půjčovat knihy. Po smrti chalupníka Plíhala přestoupil na evangelickou víru a oženil se s mladou vdovou Plíhalovou. Ze starého Šmatlána se po smrti statkářky stal žebrák. Poté již děj přeskakuje do doby o několik let déle, Šmatlán tvrdě pracuje, aby uživil rodinu. Nesouhlasí s novým katechismem, přicházejícím do škol, a hlasitě vůči němu protestuje, dokonce se dozvídá, že jím od mládí obdivovaný farář se přijetí nového katechismu nakonec také podvoluje, což ho raní ještě více a odmítá chodit do místního kostela. Jeho dcera Růža se provdá za tkalce Zahradníka. Po několika letech javorovský farář zemřel a místo něj nastoupil nový mladý kněz. Šmatlán se tedy rozhodl, že opět do kostela chodit začne a snažil se spřátelit s novým farářem, avšak nakonec se mu ani ten nelíbil. O Šmatlánově hádavosti se nesly zvěsti široko daleko, a tak se o jeho druhou dceru Milču moc ženichů nezajímalo. Jednoho dne spolu se zetěm Zahradníkem cestou z Poličky, kam vezli své dílo, potkali socialistu Hamerníka. Zahradníkovi se příliš nelíbil, ale Šmatlána jeho myšlenky nadchly, což způsobilo zhoršení vztahů mezi Šmatlánem a jeho dcerou a zetěm Zahradníkem. Šmatlán však i přesto šířil socialistické myšlenky mezi sousedy, ačkoliv si je vykládá po svém a vnímá socialismus, na rozdíl od Hamerníka, jako úzce spojený s náboženskou vírou a boží pravdou. Hamerník jeho důvěřivosti využíval, neboť si velmi dobře uvědomoval, že Šmatlánovi jeho sousedé budou věřit spíše než cizímu člověku. Při jedné z muzik, kterou si Milča vyprosila, se seznámila s chasníkem, kterého si poté vzala za muže. Ač se tento sňatek zpočátku zdál jako velmi výhodný, zjistilo se, že rodina Milčina manžela je zadlužená, ačkoli je na to Zahradník již před svatbou upozorňoval. Hamerník mezitím Šmatlána pravidelně informoval o úspěších socialistického hnutí a plánovaných volbách. Milčino manželství je v troskách a v Javorově se objeví také Šmatlánův otec, v současnosti žebrák. U Šmatlána se začínají projevovat první příznaky nemoci, ale i přesto stále pracuje, aby se jeho žena nezlobila. V zimě Šmatlán těžce onemocněl, těšil se na jaro a volby, ale stále více si uvědomoval, že nejspíše marně. Chtěl svému otci odkázat trochu peněz, avšak žena byla proti. Tajně daroval otci aspoň své boty, aby měl v čem chodit po žebrotě. Několik dní poté Šmatlán zemřel a do chalupy ke Šmatlánce se z nešťastného manželství vrátila Milča. Starý Šmatlán se opět jako žebrák vydal do světa.